# Кофешоп

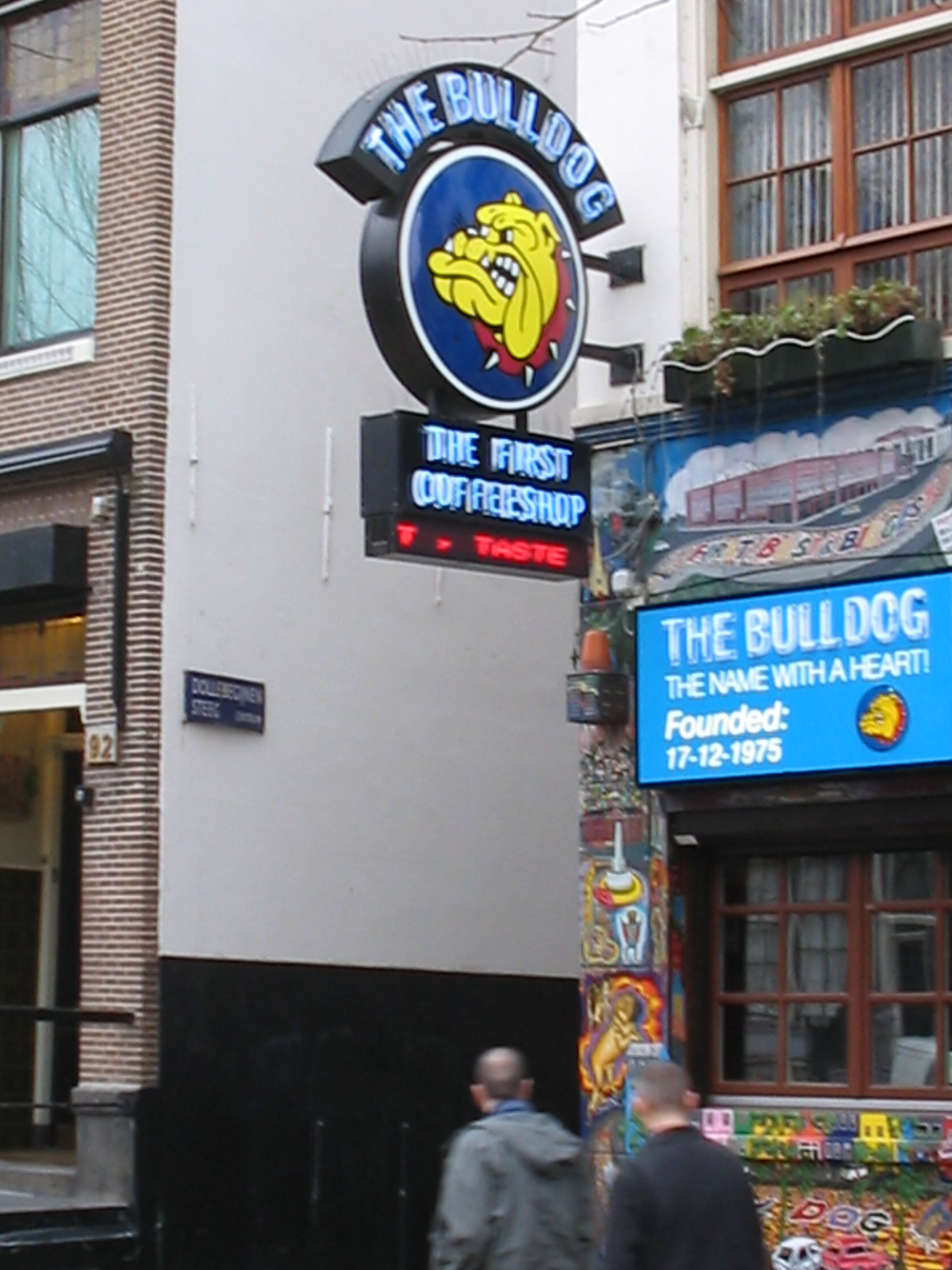
Кофешоп в Амстердаме

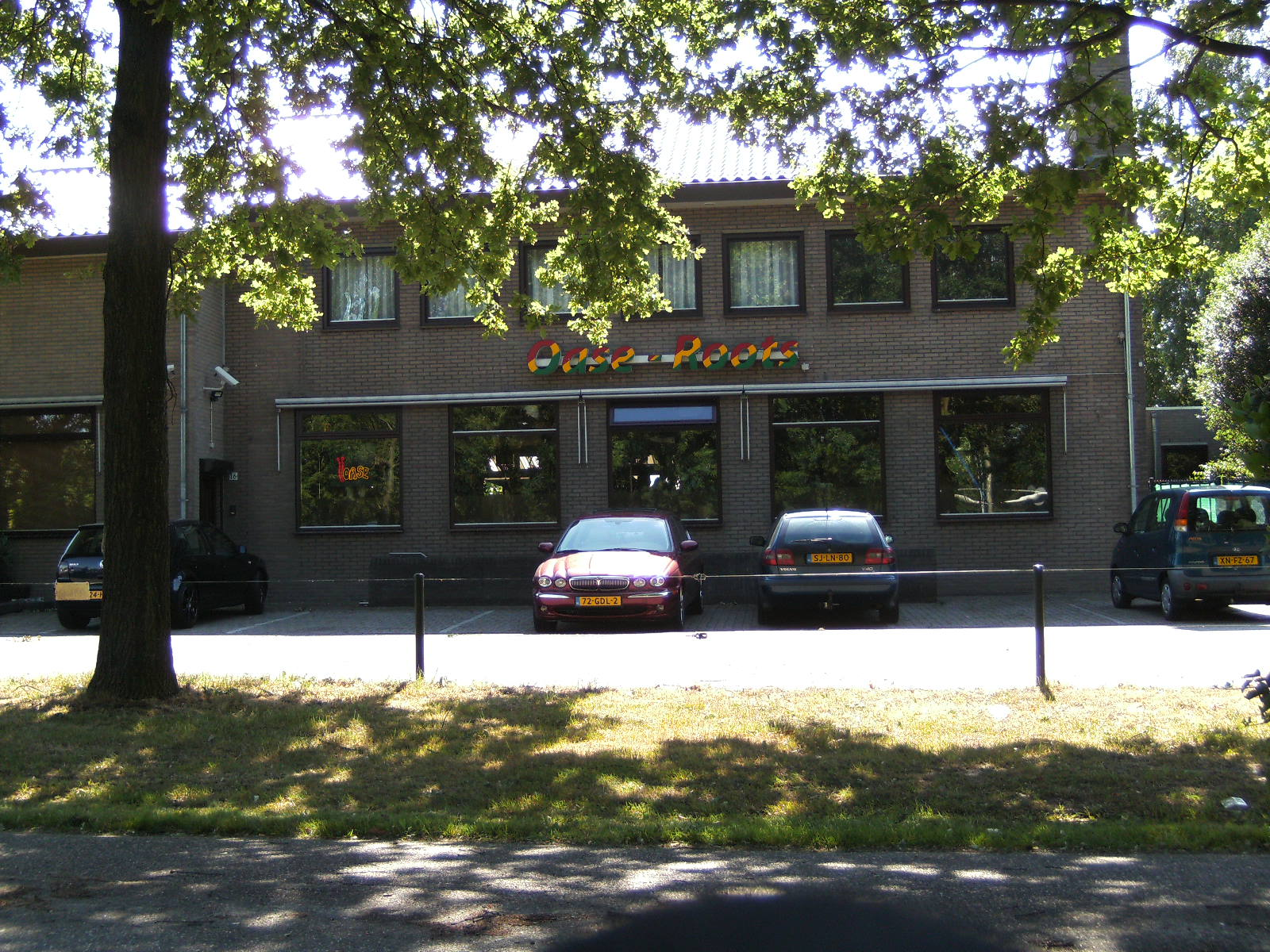
Кофешоп в Венло

Кофешоп (кофишоп нидерл. coffeeshop) — разновидность заведений (в основном, в Нидерландах), имеющих разрешение на публичную продажу конопли и продуктов из неё. Деятельность кофешопов регулируется «Опиумным законом» и нидерландской политикой по наркотикам.
В Нидерландах, несмотря на формальный запрет, продажа, обладание и использование лёгких наркотиков в кофешопах фактически не преследуются, при следующих ограничениях:
- не размещать рекламу запрещённых веществ;
- не допускать в своём помещении продажи тяжёлых наркотиков;
- не допускать нарушений общественного порядка;
- продавать только лицам старше 18 лет, не допускать лиц младше этого возраста в помещение;
- не продавать одному человеку больше определённого количества (5 граммов);
- не размещать кофешопы ближе чем в 250 метрах от школ.

## Предназначение

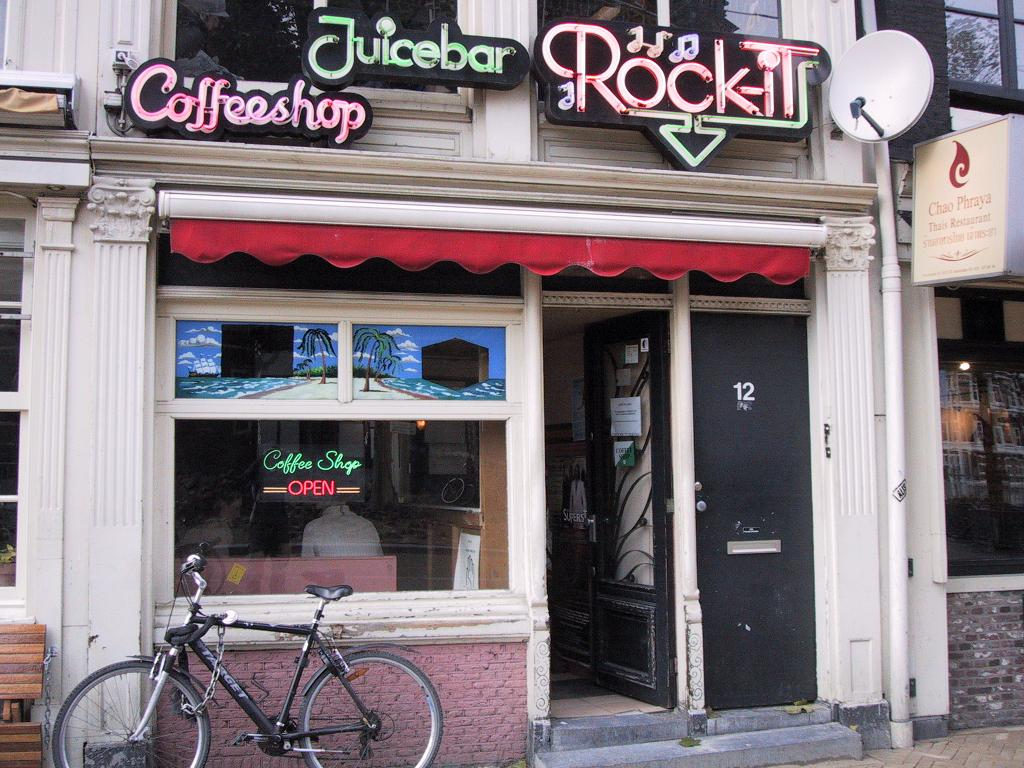
Кофешоп в Амстердаме

Использование контролируемых пунктов продажи лёгких наркотиков (кофешопов) имеет целью изолировать потребителей лёгких наркотиков от сред, где употребляются тяжелые наркотики.